# Filipo (hermano de Pérdicas II)
Filipo (¿-† 430 a. C.) fue hijo de Alejandro I de Macedonia a la muerte del cual (454 a. C.) recibió una parte del reino de Macedónide (también llamada Macedonia oriental o Alta Macedonia), territorio que su hermano Pérdicas II de Macedonia le respetó. 
Durante la guerra del Peloponeso, al concertar los atenienses una alianza con Filipo y Derdas, rey de Elimia y primo suyo, Pérdicas, que había sido aliado de ellos, se volvió su enemigo. Tras llegar Pérdicas a un acuerdo con Atenas, Filipo se refugió en la corte de Sitalces (h. 460-424 a. C.), rey de los tracios odrisios, quien prometió a Pérdicas no restituir a Filipo en el trono.
En el verano de 432 a. C., 600 jinetes macedonios conducidos por Filipo y Pausanias, formaron parte del contingente del estratego (general) ateniense Calias en su expedición militar contra Potidea, ciudad aliada de Atenas que había defeccionado de la Liga de Delos.  
A la muerte de Filipo hacia el 430 a. C., su hijo Amintas le sucedió y su tío intentó arrebatarle el reino, pero con ayuda de Sitalces pudo conservarlo. Amintas después fue rey de Macedonia (Amintas III de Macedonia).